# Fontaine d'Hercule (Barcelone)
La Fontaine d'Hercule est la fontaine ornementale plus ancienne de la ville de Barcelone. Œuvre du sculpteur Salvador Gurri, elle a été installée en 1797 sur le Passeig de l'Esplanada, et inaugurée officiellement en 1802. Elle fut déplacée en 1929 à son emplacement actuel, au carrefour du Passeig de Sant Joan et de la rue Corsega. C'est une œuvre protégée comme Bien Culturel d'Intérêt Local.

## Description

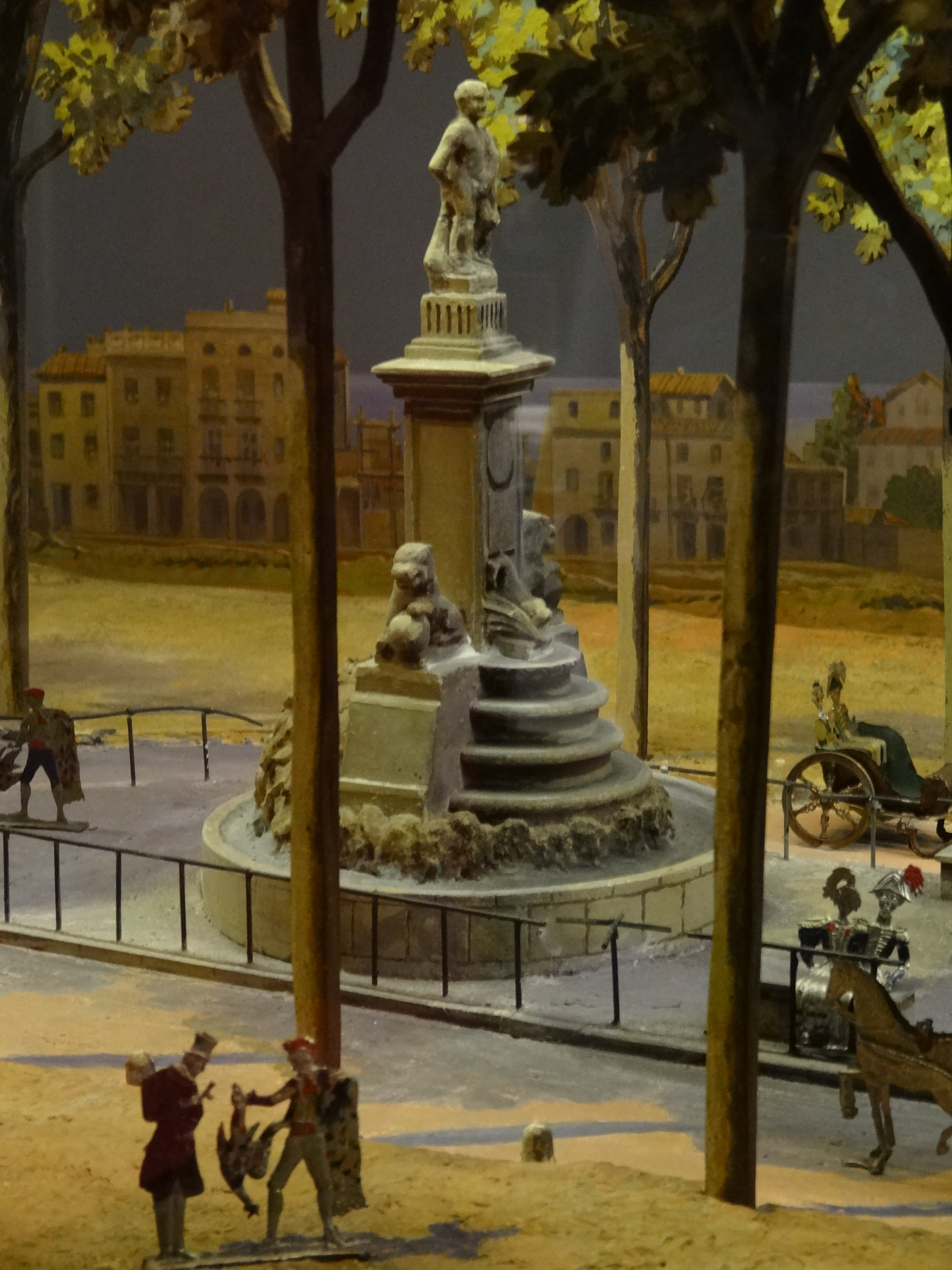
La Fontaine d'Hercule à son emplacement original de la promenade de l'Esplanade comme représentée au Centre Culturel Born.

C'est un monument centré sur le personnage mythologique d'Hercule, représenté debout au sommet du monument. Celui-ci est accompagné d'autres éléments secondaires, l'ensemble étant sculpté en pierre de Montjuic.
La fontaine, de style néoclassique et faite de pierre de Montjuïc, a été réalisée pour commémorer la visite du roi Charles IV et son mariage avec Maria Luisa de Bourbon-Parme.
La statue représente la figure d'Hercule dépouillé, appuyé sur sa massue et avec la peau du Lion de Némée à son bras gauche. Sur le piédestal qui supporte la figure se trouve un médaillon ovale avec les portraits de Charles IV et Maria Luisa. Le piédestal est entouré par deux lions. Tout l'ensemble repose sur une base de pierre située au milieu d'un bassin circulaire.